# Миклашевский, Николай Николаевич
Николай Николаевич Миклашевский (1860—1909) — судья, депутат Государственной думы I созыва от Черниговской губернии.

## Биография
Родился в 1860 года. Происходил из потомственных дворян.
Окончил юридический факультет Московского университета. В 1891—1906 годах был членом Харьковского окружного суда. Сотрудничал в газете «Русские ведомости». Председатель Харьковского отдела «Союза Освобождения», а позднее и  Харьковского комитета Конституционно-демократической партии. По убеждениям был социалист.
2 марта 1906 года из-за участие в партии конституционных-демократов уволен с должности члена окружного суда по распоряжению высшего дисциплинарного присутствия Сената. Официальным основанием для увольнения был 2-му пункту 2.952 статьи учредительного судебного устава, лишающий судей из звания, если они оказываются «недостойными доверия и уважения общественности».
15 апреля 1906 года был избран в Государственную думу I созыва от общего состава выборщиков Черниговского губернского избирательного собрания. Вошёл в Конституционно-демократическую фракцию. Подписал записку «42-х» о разработке и внесении в Думу законопроекта «по земельному делу» и законопроекты «О гражданском равенстве», «О собраниях», «Об изменении статей 55-57 Учреждения Государственной думы». Докладчик 2-го отдела по проверке прав членов Государственной думы. 2 мая 1906, выступая об ответном адресе, сказал, что «не может остаться безнаказанным то правительство, которое <…> как бы издеваясь над этим Манифестом [17 октября], не только не дало нам ни одного дня свободы, но и отняло у нас даже элементарную гарантию неприкосновенности <...>, ту гарантию, что без суда у человека отнять жизнь нельзя». Он упомянул расстрел студента Григорьева, юриста Тарарыкина и беспорядочную стрельбу по людям 12 декабря 1905 года в Харькове. Миклашевский также выступал по вопросу о неприкосновенности личности и по поводу привлечении к уголовной ответственности депутата Г. К. Ульянова.
10 июля 1906 года в Выборге подписал «Выборгское воззвание»  и осужден по ст. 129, ч. 1, п.п. 51 и 3 Уголовного уложения, приговорён к 3 месяцам тюрьмы и лишен права баллотироваться на любые выборные должности.
Скончался в 1909 году.